# Будянська сільська рада (Корюківський район)
Будя́нська сільська́ ра́да — адміністративно-територіальна одиниця та орган місцевого самоврядування в Корюківському районі Чернігівської області. Адміністративний центр — село Буда.

## Загальні відомості
Будянська сільська рада утворена у 1974 році.
- Територія ради: 72,507 км²
- Населення ради: 714 особи (станом на 2001 рік)

## Населені пункти
Сільській раді були підпорядковані населені пункти:
- с. Буда
- с. Маховики
- с. Петрова Слобода
- с. Соснівка
- с. Шишка

## Склад ради
Рада складалася з 12 депутатів та голови.
- Голова ради: Лисенко Олег Віталійович
- Секретар ради: Солодка Наталія Юріївна

### Керівний склад попередніх скликань
| Прізвище, ім'я, по батькові | Основні відомості                                                                                          | Дата обрання | Дата звільнення |
| --------------------------- | --- | ------------ | --------------- |
| Лисенко Олег Віталійович    | Сільський голова, 1961 року народження, освіта вища, член Соціал-демократичної партії України (об'єднаної) | 26.03.2006   | 31.10.2010      |
| Лисенко Олег Віталійович    | Сільський голова, 1961 року народження, освіта вища, безпартійний                                          | 31.10.2010   |                 |

Примітка: таблиця складена за даними сайту Верховної Ради України

### Депутати
За результатами місцевих виборів 2010 року депутатами ради стали:

#### За суб'єктами висування
| Суб'єкт висування | Кількість обраних депутатів | %    |
| ----------------- | --------------------------- | ---- |
| Партія регіонів   | 8                           | 66,7 |
| Самовисування     | 4                           | 33,3 |

#### За округами
| № округу        | Прізвище, ім'я, по батькові      | Дата визнання обраним | Освіта             | Партійна приналежність | Відомості про обраного депутата                         |
| --------------- | -------------------------------- | --------------------- | ------------------ | ---------------------- | ------------------------------------------------------- |
| Партія регіонів |                                  |                       |                    |                        |                                                         |
| 1               | Камишна Наталія Василівна        | 04.11.2010            | середня            | позапартійна           | Будянська загальноосвітня школа І-ІІ ст., техпрацівниця |
| 2               | Верещака Юрій Рене-Жанович       | 04.11.2010            | середня спеціальна | позапартійний          | Будянська загальноосвітня школа І-ІІ ст., кочегар       |
| 3               | Лагодний Володимир Володимирович | 04.11.2010            | середня            | позапартійний          | ДП «Промінь», водій                                     |
| 4               | Суярко Світлана Миколаївна       | 04.11.2010            | середня спеціальна | член Партії регіонів   | тимчасово не працює                                     |
| 6               | Суярко Олег Петрович             | 04.11.2010            | середня спеціальна | член Партії регіонів   | бар «Веселка», помічник повара                          |
| 9               | Заяць Олександр Васильович       | 04.11.2010            | вища               | позапартійний          | тимчасово не працює                                     |
| 11              | Сенченко Яна Вікторівна          | 04.11.2010            | середня            | член Партії регіонів   | Корюківський територіальний центр, соціальний робітник  |
| 12              | Солодка Наталія Юріївна          | 04.11.2010            | середня спеціальна | позапартійна           | Будянська сільська рада, секретар                       |
| Самовисування   |                                  |                       |                    |                        |                                                         |
| 5               | Биченко Ніна Євгеніївна          | 04.11.2010            | середня спеціальна | позапартійна           | РКЛСП «Корюківкаліс», лісник                            |
| 7               | Гончаров Микола Миколайович      | 04.11.2010            | вища               | позапартійний          | Будянська загальноосвітня школа І-ІІ ст., вчитель       |
| 8               | Лисенко Сергій Олегович          | 04.11.2010            | вища               | позапартійний          | Магазин «Лотос», директор                               |
| 10              | Коломієць Людмила Павлівна       | 04.11.2010            | середня спеціальна | позапартійна           | тимчасово не працює                                     |